# Bùng nổ Mặt Trời
Bùng nổ Mặt Trời là những hiện tượng xảy ra trên Mặt Trời và ảnh hưởng rất lớn đến các vùng xung quanh nó.
Các hiện tượng đó là tai lửa, bão lửa, bão từ, gió Mặt Trời, cực quang,...
1. Bão lửa Mặt Trời: là sự bùng nổ đột ngột ở bề mặt Mặt Trời. Các cơn bão lửa này chỉ bùng nổ trong vài phút và sau đó mất hơn nửa tiếng để tàn lụi trở lại.
Các cơn bão Mặt Trời có nhiệt độ mười triệu độ C và mang năng lượng tương đương năng lượng của 1 triệu quả bom nguyên tử. Bão lửa Mặt Trời không chỉ phát tán nhiệt và phóng xạ mà còn phát tán các dòng tích điện.
2. Gió Mặt Trời: là dòng hạt điện tích mà Mặt Trời bắn ra tứ phía với vận tốc hơn 1 triệu km/giờ. Dòng hạt này mất hai mươi mốt giờ để đến Trái Đất nhưng nó cũng được